# Puccinia pulvinata
Puccinia pulvinata är en svampart som beskrevs av Ludwig Rabenhorst 1871. Puccinia pulvinata ingår i släktet Puccinia och familjen Pucciniaceae.   Inga underarter finns listade i Catalogue of Life.